# Witold Krzymiński
Witold Aleksander Krzymiński (ur. 24 stycznia 1895 w Inowrocławiu, zm. między 13 a 14 kwietnia 1940 w Katyniu) – podporucznik piechoty rezerwy Wojska Polskiego, prawnik, sędzia Sądu Najwyższego, ofiara zbrodni katyńskiej.

## Życiorys
Urodził się w rodzinie dr. Józefa (prezydent Inowrocławia w latach 1918–1928) i Anny z Kempińskich. Absolwent Królewskiego Gimnazjum w Inowrocławiu.
Uczestnik powstania wielkopolskiego, akcji plebiscytowej na Śląsku i wojny 1920. Po zakończeniu działań wojennych od 1923 w rezerwie.
W okresie międzywojennym ukończył prawo na Uniwersytecie Poznańskim i Szkołę Podchorążych Rezerwy Piechoty nr 7 (1932). W 1934 był podporucznikiem rezerwy piechoty 55 pułku piechoty ze starszeństwem z dniem 1 września 1932 i 210 lokatą w korpusie oficerów rezerwy piechoty. Podlegał pod PKU Poznań Miasto.
Po ukończeniu studiów był sędzią w Gnieźnie, w Poznaniu jako sędzia Sądu Apelacyjnego, ostatnio orzekał jako sędzia w Izbie Cywilnej Sądu Najwyższego. 20 września 1930 został przewodniczącym Okręgowej Komisji Wyborczej Okręgu nr 25.
Podczas kampanii wrześniowej wyjechał z Warszawy razem z innymi najwyższymi urzędnikami państwowymi. Nie przekroczył jednak granicy. Przyłączył się do jednego oddziałów Wojska Polskiego. Ostatecznie został wzięty do niewoli radzieckiej.  Według dokumentów z dnia 1 stycznia 1941 Krzymiński był w grupie jeńców którzy przybyli z obozu w Starobielsku do Kozielska. Według stanu na 20 listopada 1939 był jeńcem obozu w Kozielsku. Między 11 a 12 kwietnia 1940 przekazany do dyspozycji naczelnika smoleńskiego obwodu NKWD – lista wywózkowa 022/1 poz. 36 nr akt 2889 z 9.04.1940. Został zamordowany między 13 a 14 kwietnia 1940 przez NKWD w lesie katyńskim. Zidentyfikowany podczas ekshumacji prowadzonej przez Niemców w 1943, zapis w dzienniku ekshumacji 7.05.1943 pod numerem 1392. Przy szczątkach Witolda Krzymińskiego znaleziono książeczkę oficerską, modlitewnik, kartę pocztową, list, różaniec, cygarniczkę z napisem „Kozielsk, 20.11.1939", zaświadczenia szczepień z Kozielska.  Figuruje na liście AM-204-1392 i liście Komisji Technicznej PCK pod numerem: GARF-47-01392. Nazwisko Krzymińskiego znajduje się na liście ofiar (pod nr 1392) opublikowanej w Gońcu Krakowskim nr 115, w Nowym Kurierze Warszawskim nr 126 z 1943.

## Upamiętnienie
5 października 2007 minister obrony narodowej Aleksander Szczygło mianował go pośmiertnie na stopień porucznika. Awans został ogłoszony 10 listopada 2007 w Warszawie, w trakcie uroczystości „Katyń Pamiętamy – Uczcijmy Pamięć Bohaterów”.
Na tablicy w I Liceum Ogólnokształcącym im. Jana Kasprowicza w Inowrocławiu umieszczono nazwisko Krzymińskiego wśród innych absolwentów-ofiar zbrodni katyńskiej.
Na tablicy w kościele garnizonowym w Inowrocławiu.

## Odznaczenia
- Medal Dziesięciolecia Odzyskanej Niepodległości
- Medal za Długoletnią Służbę, brązowym (1938) i srebrnym (1939)[18]
- Krzyż Kampanii Wrześniowej – pośmiertnie 1 stycznia 1986[19]